# Grand Prix-seizoen 1915
Het Grand Prix-seizoen 1915 werd tijdens de Eerste Wereldoorlog verreden, en bevatte hierdoor geen races in Europa en ook geen Grandes Épreuves. Het seizoen begon op 27 februari en eindigde op 21 augustus na vier races.

## Kalender
| Datum       | Land             | Racenaam              | Circuit       | Winnaar       | Constructeur | Verslag |
| ----------- | ---------------- | --------------------- | ------------- | ------------- | ------------ | ------- |
| 27 februari | Verenigde Staten | American Grand Prize  | San Francisco | Dario Resta   | Peugeot      | verslag |
| 6 maart     | Verenigde Staten | Vanderbilt Cup        | San Francisco | Dario Resta   | Peugeot      | verslag |
| 31 mei      | Verenigde Staten | Indianapolis 500      | Indianapolis  | Ralph DePalma | Mercedes     | verslag |
| 21 augustus | Verenigde Staten | Elgin National Trophy | Elgin         | Gil Andersen  | Stutz        | verslag |

1894 · 1895 · 1896 · 1897 · 1898 · 1899 · 1900 · 1901 · 1902 · 1903 · 1904 · 1905 · 1906 · 1907 · 1908 · 1909 · 1910 · 1911 · 1912 · 1913 · 1914 · 1915 · 1916 · Eerste Wereldoorlog · 1919 · 1920 · 1921 · 1922 · 1923 · 1924 · 1925 · 1926 · 1927 · 1928 · 1929 · 1930 · 1931 · 1932 · 1933 · 1934 · 1935 · 1936 · 1937 · 1938 · 1939 · 1940-1945 (Tweede Wereldoorlog) · 1946 · 1947 · 1948 · 1949 
 Lijst van Grand Prix-wedstrijden voor 1950